# Maksym Starcew
Maksym Ołeksandrowycz Starcew, ukr. Максим Олександрович Старцев (ur. 20 stycznia 1980 w Chersoniu, Ukraińska SRR) – ukraiński piłkarz, grający na pozycji bramkarza, reprezentant Ukrainy.

## Kariera piłkarska

### Kariera klubowa
Wychowanek SDJuSzOR Krystał Chersoń. Pierwszy trener - Kuźmenko. W 1998 rozpoczął swoją piłkarską karierę w klubie Dnipro Dniepropetrowsk. Najpierw występował w składzie drugiej drużyny, dopiero 21 sierpnia 1999 debiutował w Wyższej Lidze. Grał również na wypożyczeniu w zespołach Krywbas Krzywy Róg i Tawrija Symferopol. W styczniu 2009 podpisał 2-letni kontrakt z Tawriją Symferopol. 31 lipca 2010 przeszedł do Metalista Charków. Nieczęsto wychodził na boisko, dlatego 9 czerwca 2012 odszedł do Wołyni Łuck. Po zakończeniu sezonu 2012/13 przeszedł do Metałurha Zaporoże. W końcu 2015 opuścił zaporoski klub w związku z likwidacją Metałurha.
2 marca 2016 został mianowany na stanowisko wiceprezesa Związku Piłki Nożnej na Krymie. 10 czerwca 2016 ogłosił o zakończeniu kariery piłkarskiej.

### Kariera reprezentacyjna
17 sierpnia 2005 debiutował w składzie reprezentacji Ukrainy w towarzyskim meczu z Serbią i Czarnogórą, wygranym 2:1. Łącznie rozegrał 2 mecze. Wcześniej bronił barw młodzieżowej reprezentacji.

## Sukcesy i odznaczenia

### Sukcesy klubowe
- brązowy medalista Mistrzostw Ukrainy: 2001, 2004
- zdobywca Pucharu Ukrainy: 2010

### Odznaczenia
- tytuł Mistrza Sportu Klasy Międzynarodowej: 2005[8]
- Medal "Za pracę i zwycięstwo": 2006[9]